# Amphicoma corinthia
Amphicoma corinthia es una especie de coleóptero de la familia Glaphyridae.

## Distribución geográfica
Habita en Tonkin y China.